# Pauline Afaja
Pauline Afaja (* 10. Dezember 1990 in Friedrichshafen) ist eine deutsche Schauspielerin, die durch die Fernsehsendungen Wetten, dass..? und Germany’s Next Topmodel bekannt wurde.

## Leben
Afaja wurde 1990 in Friedrichshafen als Tochter des Afrikaners Okey Afaja und dessen Frau Ruth geboren. Sie hat zwei jüngere Geschwister. Sie ging in Friedrichshafen zur Schule, als sie am 23. Januar 2010 im Rahmen einer Wetten, dass...?-Sendung zur Kandidatin von Germany’s Next Topmodel gecastet wurde. In der fünften Staffel  der Castingshow belegte sie den sechsten Platz. 2011 schloss sie die Schule mit dem Abitur am Droste-Hülshoff-Gymnasium ab. Nach der Beendigung ihres Schauspielstudiums an der Freien Schauspielschule Hamburg im Jahr 2015 spielte sie im Kinofilm Kartoffelsalat – Nicht fragen!  mit. Auch war sie in TV-Produktionen wie Cobra 11 sowie Sendungen wie Red und Taff zu sehen. Von 2023 bis März 2025 spielte sie bei Gute Zeiten, schlechte Zeiten als 'Flora „Flo“ Kästner'. Im 2024 erschienen Kinofilm BROKE. ALONE. A kinky love story spielt sie eine der Hauptrollen. Außerdem trat sie in Werbespots u. a. für BMW, Lexus, McDonalds, Samsung, Tchibo, Vattenfall und WISO Steuer auf. Die Hauptrolle spiele sie in Peter Maffays Musikvideo Wenn der Himmel weint. Aktuell lebt sie in ihrer Wahlheimat Berlin.

## Filmografie (Auszüge)
- 2015: Kartoffelsalat – Nicht fragen!
- 2022: So laut du kannst
- 2023–2025: Gute Zeiten, schlechte Zeiten
- 2024: BROKE. ALONE. A kinky love story